# Nadeschda Alexejewna Agalzowa

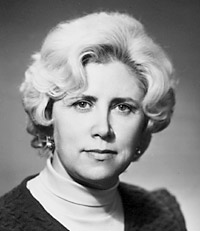
Nadeschda Alexejewna Agalzowa

Nadeschda Alexejewna Agalzowa (russisch Надежда Алексеевна Агальцова; * 3. Februar 1938) ist eine sowjetisch-russische Physikerin.

## Leben
Agalzowa studierte am Leningrader Institut für Feinmechanik und Optik (LITMO) in der Fakultät für Optik mit Abschluss 1961.
Im März 1961 wurde Agalzowa im Leningrader Laboratorium des nach Krassowski benannten Zentralen Forschungsinstituts für Geodäsie, Luftbildfotografie und Kartografie (ZNIIGAiK) angestellt. Das Laboratorium wurde von Michail Michailowitsch Russinow geleitet, den sie dann heiratete. Sie entwickelte Objektive für die Luftbildfotografie. Unter Russinows Leitung entstanden die Superweitwinkel-Objektive Russar-55, Russar-63 und Russar-71.
Von 1969 bis 1971 absolvierte Agalzowa die Aspirantur im ZNIIGAiK. 1972 verteidigte sie am Moskauer Institut für Ingenieure der Geodäsie, Aerofotografie und Kartografie mit Erfolg ihre Dissertation über Weitwinkel-Spiegellinsenobjektive für die Promotion zur Kandidatin der technischen Wissenschaften.
Das lichtstarke Weitwinkelobjektiv der sechsten Generation, Russar-93, war der Prototyp für das Linsensystem Russar-96, das für die Marsmission Mars 96 Verwendung fand.
2003 ging Agalzowa in Pension.

## Ehrungen, Preise
- Beste Erfinderin der Hauptverwaltung für Geodäsie und Kartografie und Beste Erfinderin der UdSSR (1960)
- Beste der Luftflotte
- Beste der Geodäsie und Kartografie
- Ehrengeodätin
- Bronzemedaille und Goldmedaille der Ausstellung der Errungenschaften der Volkswirtschaft der UdSSR
- Leninpreis (1982 in Russinows Kollektiv als einzige Frau)[2]
- Abzeichen "Erfinder der UdSSR"